# Seranville
Seranville ist eine französische Gemeinde im Département Meurthe-et-Moselle in der Region Grand Est. Sie gehört zum Arrondissement Lunéville und zum Kanton Lunéville-2. Nachbargemeinden sind Gerbéviller im Norden, Vallois im Osten, Mattexey im Süden, Giriviller im Südwesten und Remenoville im Westen.

## Bevölkerungsentwicklung
| Jahr      | 1962 | 1968 | 1975 | 1982 | 1990 | 1999 | 2008 | 2019 |
| --------- | ---- | ---- | ---- | ---- | ---- | ---- | ---- | ---- |
| Einwohner | 95   | 79   | 74   | 77   | 75   | 91   | 100  | 101  |

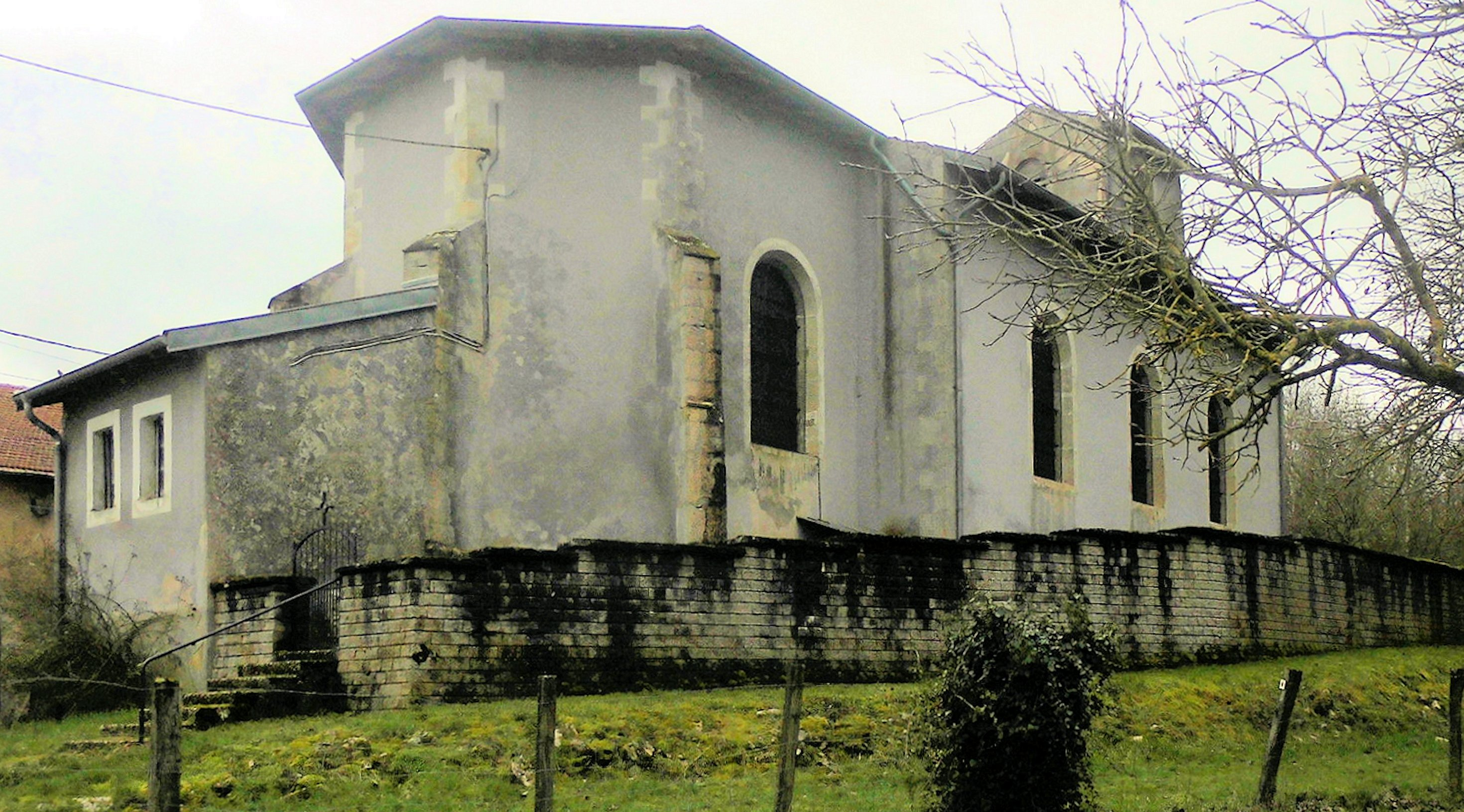
Kirche Saint-Epvre
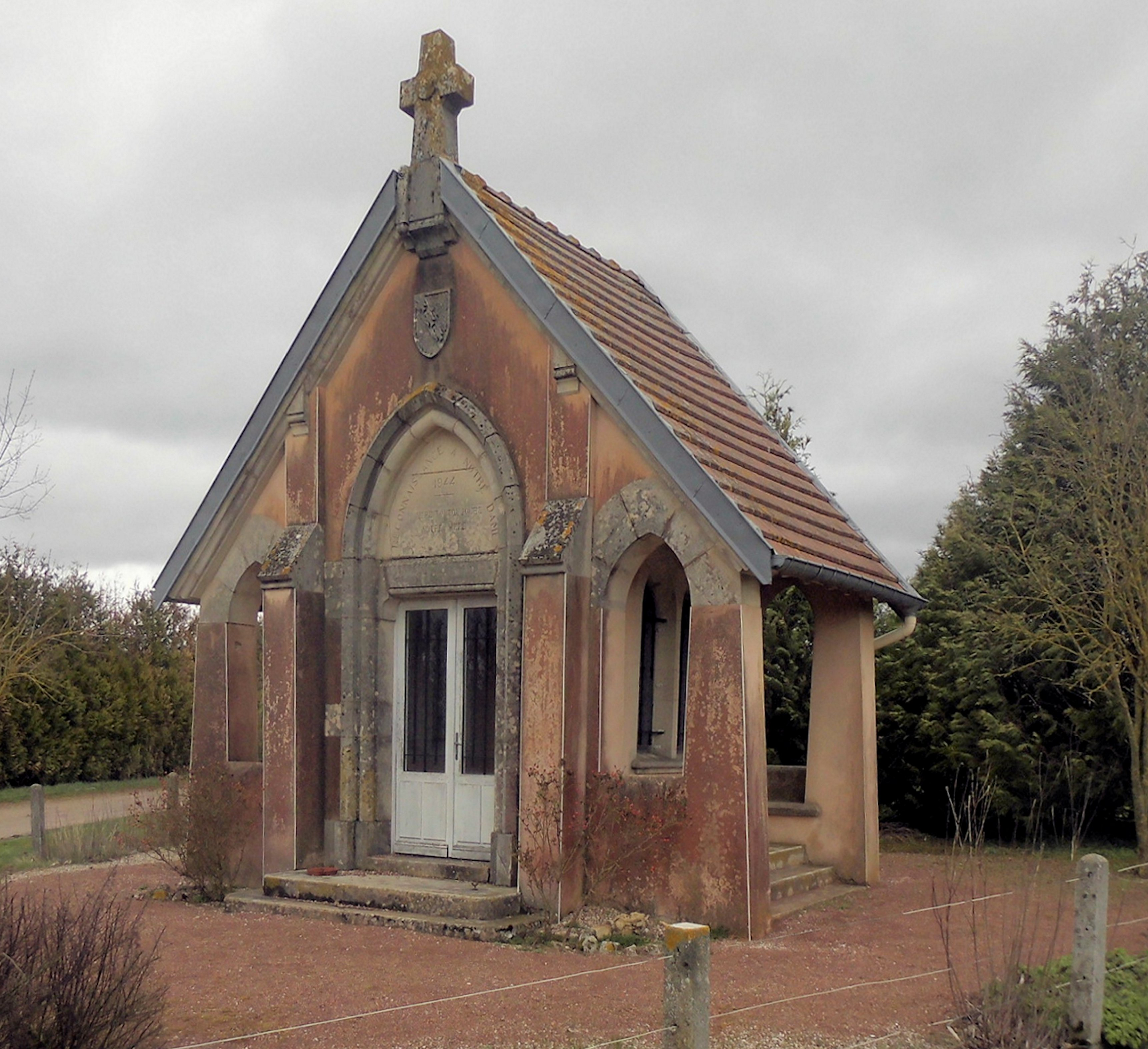
Kapelle Notre-Dame